# Subjekt–objekt–verb-språk
Ett subjekt–objekt–verb-språk (SOV-språk) är inom lingvistiken ett språk som har en grundordföljd där subjektet (S) står först i satser, följt av objektet (O) och sedan (predikats-)verbet (V).
Cirka 47 % av jordens språk är SOV-språk, bland dem persiska, turkiska, kurdiska, japanska och koreanska. Svenska är ett SVO-språk, men om det vore ett SOV-språk skulle meningen ”jag gillar dig” bli ”jag dig gillar”.